# Пештера (Перникская область)
Пештера (болг. Пещера) — село в Болгарии. Находится в Перникской области, входит в общину Земен. Население составляет 169 человек.
В 2 км к востоку от села находится знаменитый Пештерский монастырь.

## Политическая ситуация
Кмет (мэр) общины Земен — Димитр Симеонов Сотиров (коалиция в составе 3 партий: Национальное движение «Симеон Второй» (НДСВ), Болгарский земледельческий народный союз (БЗНС), Союз демократических сил (СДС)) по результатам выборов в правление общины.